# Municipio de Carrington
El municipio de Carrington (en inglés: Carrington Township) es un municipio ubicado en el condado de Foster en el estado estadounidense de Dakota del Norte. En el año 2010 tenía una población de 205 habitantes y una densidad poblacional de 2,3 personas por km².

## Geografía
El municipio de Carrington se encuentra ubicado en las coordenadas 47°27′52″N 99°3′50″O / 47.46444, -99.06389. Según la Oficina del Censo de los Estados Unidos, el municipio tiene una superficie total de 89.05 km², de la cual 88,17 km² corresponden a tierra firme y (0,99 %) 0,88 km² es agua.

## Demografía
Según el censo de 2010, había 205 personas residiendo en el municipio de Carrington. La densidad de población era de 2,3 hab./km². De los 205 habitantes, el municipio de Carrington estaba compuesto por el 97,07 % blancos, el 0,49 % eran amerindios, el 2,44 % eran de otras razas. Del total de la población el 5,85 % eran hispanos o latinos de cualquier raza.